# Laylat al-Mabit
Laylat al-Mabit (arabiska: لَـیْـلَـة ٱلْـمَـبِـیْـت) är natten då den islamiske profeten Muhammed påbörjade sin utvandring från Mecka till Medina. Denna natt anses ha ägt rum under den första dagen i månaden rabi' al-awwal. På grund av Qureishs beslut att lönnmörda Muhammed sov Ali ibn Abu Talib på hans plats samtidigt som profeten lämnade Mecka.

## Koranen
I vers 8:30 i Koranen nämns det följande:

"OCH [MINNS, Muhammad] hur förnekarna av sanningen smidde onda planer mot dig; de ville ta dig till fånga eller döda dig eller driva bort dig. Ja, de smider sina planer, men Gud smider [också] Sina planer och Gud smider bättre planer än någon annan."

Vers 2:207 har tolkats vara uppenbarad i samband med Alis uppoffring för att rädda livet på profeten. Versen lyder enligt följande:
"Det finns också den människa som är beredd att offra sig själv för att vinna Guds välbehag. - Gud ömmar för Sina tjänare."
Det har återberättats att profeten reciterade följande vers (36:9) för att polyteisterna inte skulle se honom när han lämnade sitt hem: 
"och Vi har satt ett hinder framför dem och ett hinder bakom dem, och Vi har täckt över deras [ansikten] så att de inte kan se."